# Tithrónio
Tithrónio, en grec moderne : Τιθρώνιο, est un village du dème d'Amphiclée-Élatée, dans le district régional de Phthiotide, en Grèce-Centrale.
Selon le recensement de 2011, la population du village compte 101 habitants.